# 사고타니촌
사고타니촌(砂谷村)은 일본 히로시마현 사에키군에 설치되었던 촌이다. 현재의 히로시마시 사에키구의 일부에 해당한다.

## 역사
- 1889년 4월 1일 - 정촌제 시행에 의해 사에키군 사고타니촌이 발족하였다.
- 1956년 9월 30일 - 미노치촌, 가미미노치촌과 합병해 유키정이 신설하여 폐지되었다.

## 참고문헌
- 角川日本地名大辞典 34 広島県
- 『市町村名変遷辞典』東京堂出版、1990年。